# الطواريد (مسلسل)
الطواريد مسلسل سوري كوميدي اجتماعي عرض في شهر رمضان 2016 من إخراج مازن السعدي و تأليف مازن طه و هو من بطولة نخبة من نجوم الدراما السورية : نسرين طافش . محمد حداقي . أحمد الأحمد . فادي صبيح . جيني أسبر و غيرهم.

## الممثلين
- نسرين طافش
- احمد الاحمد
- محمد حداقي
- عبد الهادي الصباغ
- جيني اسبر
- اندريه سكاف
- جمال العلي
- أيمن رضا
- محمد خير الجراح
- قاسم ملحو
- روعة ياسين
- معن عبد الحق
- مديحة كنيفاتي
- نورا العايق
- عبد الرحمن قويدر
- سمر جاد
- منذر أبو راس
- رداح رجب
- سالم بولس
- جوهان جوهرة
- تيسير إدريس
- مرح جبر
- محمد خاوندي
- شادي زيدان
- فادي صبيح
- رنا أبيض
- فاروق الجمعات
- هشام كفارنة
- مهند قطيش
- خالد عبد الغفار
- وائل زيدان
- عدنان أبو الشامات
- أحلام العجارمة

## قصة المسلسل
تدور أحداث المسلسل في بيئة كوميدية بدوية حول (خلف) و(مهاوش)، الرضيعان اللذان يعثر عليهما (طرود) زعيم قبيلة الطواريد قبل ثلاثين عامًا، ويأمر برعايتهم كما يأمر نساء القبيلة بإرضاعهم، وبسبب شراهتهم يرضعون من كل النساء مما يجعلهم أخوة بالرضاعة لجميع بنات القبيلة عدا (وضحة)، فيتنافسان على حبها كما يتنافسان على الكثير من الأمور.